# شادمان احمدی
شادمان احمدی (درگذشتهٔ ۱۷ آذر ۱۴۰۱) پس از ربوده شدن توسط نیروهای امنیتی جمهوری اسلامی در بازداشتگاه کلانتری شهر دهگلان و زیر شکنجه کشته می‌شود. به گفته فعالان کرد او یکی از معترضان خیزش ۱۴۰۱ ایران بوده‌است. نزدیکان خانواده او نحوه بازداشت او را اینگونه روایت کردند: «نیروهای اداره اطلاعات با دو اتومبیل سمند سفید و یک دستگاه پژو ۴۰۵ به منزل آنها هجوم برده و وی را با خود می‌برند.».
پس از خبر مرگ او تعدادی از مردم در مقابل منزل پدر و مادر او تجمع کرده‌اند تا مانع از خاکسپاری شبانه وی شوند. قوه قضاییه ضمن تأیید کشته شدن او در بازداشت مدعی شده «او چندین‌بار اقدام به خودزنی خطرناک مانند کوبیدن سر به دیوار و بریدن گلو با شیشه کرده بود و طبق بررسی‌ها شادمان احمدی پس از بازداشت و قبل از انتقال به زندان فوت کرده‌است.» اما ویدئوهایی از شستشوی پیکر او منتشر شده که گفته می‌شود مربوط به مراسم غسل و خاکسپاری او است. در این ویدئوها کبودی‌های فراوانی روی بدن دیده می‌شود و به نظر می‌رسد جای زخم‌هایی نیز روی صورت مانده است.